# 列夫·托尔斯泰号
列夫·托尔斯泰号（俄语：Лев Толстой）是一个四层甲板邮轮，是以俄国著名小说家列夫·托尔斯泰的名字命名的。列夫·托尔斯泰号专门设计用来航行欧洲内河水道，最初是为了服务和运输克里姆林宫高级官员和外国政要。它于1979年由奥地利林茨堡船厂有限公司建造，于2012年进行翻新工程。船上设有现代化的设施，是一个四星级游轮。豪华的装饰，优雅的外观，现代化的服务和完善的客舱设施，使得它成为俄罗斯顶级游轮之一 。

## 简介
列夫·托尔斯泰号最初主要是为了克里姆林宫高级官员建造的，也为苏联政府重要的外国游客提供内河邮轮服务。它于1979年由奥地利林茨堡船厂有限公司建造，于2012年进行翻新工程。目前经营权归属于沃多霍季邮轮公司。在设施和服务质量方面，可与四星级酒店相比较。这是一艘有四层甲板的邮轮，设有带有私人设施的空调舱，分为单人间、双人间和三人间。所有客舱均直接面向水面，同时设有低层泊位。房间内设有淋浴、空调、收音机、电视、吹风机、暖气、通风系统、220伏特插座、房间电话和私人浴室。为了保持优良的服务，列夫·托尔斯泰号只能容纳160位客人，而其他同等大小的邮轮通常能容纳200名至300名客人。

## 技术规格
列夫·托尔斯泰号是一艘安东·契诃夫级别的邮轮。邮轮全长约115.8米，宽约15.2米，吃水2.8米，最高速度约为每小时25千米。它拥有3个引擎，专门设计用来航行欧洲内河水道。机载发电为220伏特交流电，载客量为160人，船舱量是85个。所有的客舱均装有空调和供暖系统。其水上移动通信业务标识码（MMSI）为273350150。

## 船上设施和服务
列夫·托尔斯泰号设有一个酒吧和一个玻璃屋顶的游泳池。除此之外，它还拥有按摩美容美发厅、阅览室、观察室、钢琴酒吧、咖啡吧、桑拿浴室、日光浴室、音乐厅、电视室、纪念品商店、一个会议厅和两个餐厅。同时可提供船上洗衣和医疗服务。邮轮上的餐厅提供食物一般都是欧洲美食和传统的俄罗斯食物，其中的一个餐厅同时也是一个夜总会。列夫·托尔斯泰号的早餐通常是是自助餐，而午餐则至少包含一个俄罗斯汤和其他欧洲菜和俄罗斯菜。而晚餐通常是以不同国家为主题，提供各种地区性菜肴，如斯拉夫、乌克兰、西伯利亚等，通常服务员也是穿着主体相关的服装进行服务。在邮轮上，有时会举办现场古典俄罗斯音乐会、俄罗斯民间音乐会、俄罗斯套娃、俄语课、伏特加测试赛和俄罗斯茶道等活动。所有客房均设有空调，并配有各种现代化的设施，包括独立的房间温控器、冰箱、电视、收音机和独立浴室。船舶均以豪华的方式进行装饰。一般而言，列夫·托尔斯泰号只会在伏尔加河和莫斯科运河运行。到达城市后，允许游客们前往岸上游览，如步行游览参观建筑地标、博物馆、大教堂和其他旅游景点。